# Záhorce
Záhorce este o comună slovacă, aflată în districtul Veľký Krtíš din regiunea Banská Bystrica. Localitatea se află la altitudinea de 154 m deasupra n.m., se întinde pe o suprafață de 17,98 km2 și în 2017 număra 661 de locuitori. Se învecinează cu Balassagyarmat, Slovenské Ďarmoty, Opatovská Nová Ves, Bátorová, Želovce, Vrbovka și Patvarc.

## Istoric
Localitatea Záhorce este atestată documentar din 1236.

## Demografie
| An:                | 1994 | 2004   | 2014   | 2024   |
| ------------------ | ---- | ------ | ------ | ------ |
| Număr de persoane: | 762  | 722    | 661    | 633    |
| Diferență:         |      | −5,24% | −8,44% | −4,23% |

| An:                | 2023 | 2024   |
| ------------------ | ---- | ------ |
| Număr de persoane: | 653  | 633    |
| Diferență:         |      | −3,06% |